# FA Cup 1952-1953
La FA Cup 1952-1953 è stata la settantaduesima edizione della competizione calcistica più antica al mondo.
Il Blackpool ha vinto il torneo per la prima volta nella finale di Wembley contro il Bolton Wanderers conclusasi sul punteggio di 4-3.

## Calendario
| Turno                           | Data              |
| ------------------------------- | ----------------- |
| Turno preliminare               | 13 settembre 1952 |
| Primo turno di qualificazione   | 27 settembre 1952 |
| Secondo turno di qualificazione | 11 ottobre 1952   |
| Terzo turno di qualificazione   | 25 ottobre 1952   |
| Quarto turno di qualificazione  | 8 novembre 1952   |
| Primo turno                     | 22 novembre 1952  |
| Secondo turno                   | 6 dicembre 1952   |
| Terzo turno                     | 10 gennaio 1953   |
| Quarto turno                    | 31 gennaio 1953   |
| Quinto turno                    | 14 febbraio 1953  |
| Sesto turno                     | 28 febbraio 1953  |
| Semifinali                      | 21 marzo 1953     |
| Finale                          | 2 maggio 1953     |

## Primo turno
| Nº          | Casa                    | Punteggio | Trasferta              | Data             |
| ----------- | ----------------------- | --------- | ---------------------- | ---------------- |
| 1           | Chester                 | 0-1       | Hartlepools United     | 22 novembre 1952 |
| 2           | Chesterfield            | 1-0       | Workington             | 22 novembre 1952 |
| 3           | Darlington              | 2-3       | Grimsby Town           | 22 novembre 1952 |
| 4           | Bath City               | 3-1       | Southend United        | 22 novembre 1952 |
| 5           | Tonbridge               | 2-2       | Norwich City           | 22 novembre 1952 |
| ripetizione | Norwich City            | 1-0       | Tonbridge              | 27 novembre 1952 |
| 6           | Weymouth                | 1-1       | Colchester United      | 22 novembre 1952 |
| ripetizione | Colchester United       | 4-0       | Weymouth               | 27 novembre 1952 |
| 7           | Yeovil Town             | 1-4       | Brighton & Hove Albion | 22 novembre 1952 |
| 8           | Leyton                  | 0-0       | Hereford United        | 22 novembre 1952 |
| ripetizione | Hereford United         | 3-2       | Leyton                 | 27 novembre 1952 |
| 9           | Gainsborough Trinity    | 1-1       | Netherfield (Kendal)   | 22 novembre 1952 |
| ripetizione | Netherfield (Kendal)    | 0-3       | Gainsborough Trinity   | 27 novembre 1952 |
| 10          | Swindon Town            | 5-0       | Newport (IOW)          | 22 novembre 1952 |
| 11          | Scarborough             | 0-8       | Mansfield Town         | 22 novembre 1952 |
| 12          | Ipswich Town            | 2-2       | Bournemouth            | 22 novembre 1952 |
| ripetizione | Bournemouth             | 2-2       | Ipswich Town           | 26 novembre 1952 |
| ripetizione | Ipswich Town            | 3-2       | Bournemouth            | 1º dicembre 1952 |
| 13          | Tranmere Rovers         | 8-1       | Ashington              | 22 novembre 1952 |
| 14          | Wellington Town         | 1-1       | Gillingham             | 22 novembre 1952 |
| ripetizione | Gillingham              | 3-0       | Wellington Town        | 26 novembre 1952 |
| 15          | Kidderminster Harriers  | 0-1       | Finchley               | 22 novembre 1952 |
| 16          | Queens Park Rangers     | 2-2       | Shrewsbury Town        | 22 novembre 1952 |
| ripetizione | Shrewsbury Town         | 2-2       | Queens Park Rangers    | 27 novembre 1952 |
| ripetizione | Queens Park Rangers     | 1-4       | Shrewsbury Town        | 1º dicembre 1952 |
| 17          | Leytonstone             | 0-2       | Watford                | 22 novembre 1952 |
| 18          | Coventry City           | 2-0       | Bristol City           | 22 novembre 1952 |
| 19          | Bradford City           | 4-0       | Rhyl                   | 22 novembre 1952 |
| 20          | Crystal Palace          | 1-1       | Reading                | 22 novembre 1952 |
| ripetizione | Reading                 | 1-3       | Crystal Palace         | 26 novembre 1952 |
| 21          | Bradford Park Avenue    | 2-1       | Rochdale               | 22 novembre 1952 |
| 22          | Scunthorpe United       | 1-0       | Carlisle United        | 22 novembre 1952 |
| 23          | Grays Athletic          | 0-5       | Llanelli               | 22 novembre 1952 |
| 24          | Port Vale               | 2-1       | Exeter City            | 22 novembre 1952 |
| 25          | Halifax Town            | 1-1       | Ashton United          | 22 novembre 1952 |
| ripetizione | Ashton United           | 1-2       | Halifax Town           | 25 novembre 1952 |
| 26          | Newport County          | 2-1       | Walsall                | 22 novembre 1952 |
| 27          | Southport               | 3-1       | Bangor City            | 22 novembre 1952 |
| 28          | Selby Town              | 1-5       | Bishop Auckland        | 22 novembre 1952 |
| 29          | Walthamstow Avenue      | 2-2       | Wimbledon FC           | 22 novembre 1952 |
| ripetizione | Wimbledon FC            | 0-3       | Walthamstow Avenue     | 26 novembre 1952 |
| 30          | York City               | 1-2       | Barrow                 | 22 novembre 1952 |
| 31          | Aldershot               | 0-0       | Millwall               | 22 novembre 1952 |
| ripetizione | Millwall                | 7-1       | Aldershot              | 27 novembre 1952 |
| 32          | Guildford City          | 2-2       | Great Yarmouth Town    | 22 novembre 1952 |
| ripetizione | Great Yarmouth Town     | 1-0       | Guildford City         | 27 novembre 1952 |
| 33          | Horden CW               | 1-2       | Accrington Stanley     | 22 novembre 1952 |
| 34          | Gateshead               | 2-0       | Crewe Alexandra        | 22 novembre 1952 |
| 35          | North Shields           | 3-6       | Stockport County       | 22 novembre 1952 |
| 36          | Boston United           | 1-2       | Oldham Athletic        | 22 novembre 1952 |
| 37          | Peterborough United     | 2–1       | Torquay United         | 22 novembre 1952 |
| 38          | Leyton Orient           | 1-1       | Bristol Rovers         | 22 novembre 1952 |
| ripetizione | Bristol Rovers          | 1-0       | Leyton Orient          | 24 novembre 1952 |
| 39          | Hendon                  | 0-0       | Northampton Town       | 22 novembre 1952 |
| ripetizione | Northampton Town        | 2-0       | Hendon                 | 27 novembre 1952 |
| 40          | Beighton Miners Welfare | 0-3       | Wrexham                | 22 novembre 1952 |

## Secondo turno
| Nº          | Casa                   | Punteggio | Trasferta            | Data             |
| ----------- | ---------------------- | --------- | -------------------- | ---------------- |
| 1           | Barrow                 | 2-2       | Millwall             | 6 dicembre 1952  |
| ripetizione | Millwall               | 4-1       | Barrow               | 10 dicembre 1952 |
| 2           | Finchley               | 3-1       | Crystal Palace       | 10 dicembre 1952 |
| 3           | Grimsby Town           | 1-0       | Bath City            | 6 dicembre 1952  |
| 4           | Swindon Town           | 2-0       | Northampton Town     | 6 dicembre 1952  |
| 5           | Shrewsbury Town        | 0-0       | Chesterfield         | 6 dicembre 1952  |
| ripetizione | Chesterfield           | 2-4       | Shrewsbury Town      | 10 dicembre 1952 |
| 6           | Bishop Auckland        | 1-4       | Coventry City        | 6 dicembre 1952  |
| 7           | Tranmere Rovers        | 2-1       | Hartlepools United   | 6 dicembre 1952  |
| 8           | Stockport County       | 3-1       | Gillingham           | 6 dicembre 1952  |
| 9           | Accrington Stanley     | 0-2       | Mansfield Town       | 6 dicembre 1952  |
| 10          | Great Yarmouth Town    | 1-2       | Wrexham              | 6 dicembre 1952  |
| 11          | Brighton & Hove Albion | 2-0       | Norwich City         | 6 dicembre 1952  |
| 12          | Bradford City          | 1-1       | Ipswich Town         | 6 dicembre 1952  |
| ripetizione | Ipswich Town           | 5-1       | Bradford City        | 10 dicembre 1952 |
| 13          | Bradford Park Avenue   | 1-2       | Gateshead            | 6 dicembre 1952  |
| 14          | Port Vale              | 0-3       | Oldham Athletic      | 6 dicembre 1952  |
| 15          | Halifax Town           | 4-2       | Southport            | 6 dicembre 1952  |
| 16          | Newport County         | 2-1       | Gainsborough Trinity | 6 dicembre 1952  |
| 17          | Walthamstow Avenue     | 1-1       | Watford              | 6 dicembre 1952  |
| ripetizione | Watford                | 1-2       | Walthamstow Avenue   | 10 dicembre 1952 |
| 18          | Hereford United        | 0-0       | Scunthorpe United    | 6 dicembre 1952  |
| ripetizione | Scunthorpe United      | 2-1       | Hereford United      | 11 dicembre 1952 |
| 19          | Peterborough United    | 0-1       | Bristol Rovers       | 6 dicembre 1952  |
| 20          | Colchester United      | 3-2       | Llanelli             | 6 dicembre 1952  |

## Terzo turno
Con questo turno entrarono in scena le 44 squadre di First Division e di Second Division.
| Nº          | Casa                | Punteggio | Trasferta               | Data            |
| ----------- | ------------------- | --------- | ----------------------- | --------------- |
| 1           | Preston North End   | 5-2       | Wolverhampton Wanderers | 10 gennaio 1953 |
| 2           | Leicester City      | 2-4       | Notts County            | 10 gennaio 1953 |
| 3           | Aston Villa         | 3-1       | Middlesbrough           | 10 gennaio 1953 |
| 4           | Sheffield Wednesday | 1-2       | Blackpool               | 10 gennaio 1953 |
| 5           | Bolton Wanderers    | 3-1       | Fulham                  | 14 gennaio 1953 |
| 6           | Grimsby Town        | 1-3       | Bury                    | 10 gennaio 1953 |
| 7           | Sunderland          | 1-1       | Scunthorpe United       | 10 gennaio 1953 |
| ripetizione | Scunthorpe United   | 1-2       | Sunderland              | 15 gennaio 1953 |
| 8           | Derby County        | 4-4       | Chelsea                 | 10 gennaio 1953 |
| ripetizione | Chelsea             | 1-0       | Derby County            | 14 gennaio 1953 |
| 9           | Lincoln City        | 1-1       | Southampton             | 10 gennaio 1953 |
| ripetizione | Southampton         | 2-1       | Lincoln City            | 14 gennaio 1953 |
| 10          | Luton Town          | 6-1       | Blackburn               | 10 gennaio 1953 |
| 11          | Everton             | 3-2       | Ipswich Town            | 10 gennaio 1953 |
| 12          | Shrewsbury Town     | 2-0       | Finchley                | 10 gennaio 1953 |
| 13          | Tranmere Rovers     | 1-1       | Tottenham Hotspur       | 10 gennaio 1953 |
| ripetizione | Tottenham Hotspur   | 9-1       | Tranmere Rovers         | 12 gennaio 1953 |
| 14          | Newcastle United    | 3-0       | Swansea Town            | 14 gennaio 1953 |
| 15          | Manchester City     | 7-0       | Swindon Town            | 10 gennaio 1953 |
| 16          | Barnsley            | 4-3       | Brighton & Hove Albion  | 10 gennaio 1953 |
| 17          | Brentford           | 2-1       | Leeds United            | 10 gennaio 1953 |
| 18          | Portsmouth          | 1-1       | Burnley                 | 10 gennaio 1953 |
| ripetizione | Burnley             | 3-1       | Portsmouth              | 13 gennaio 1953 |
| 19          | West Ham United     | 1-4       | West Bromwich Albion    | 10 gennaio 1953 |
| 20          | Plymouth Argyle     | 4-1       | Coventry City           | 10 gennaio 1953 |
| 21          | Millwall            | 0-1       | Manchester United       | 10 gennaio 1953 |
| 22          | Hull City           | 3-1       | Charlton Athletic       | 10 gennaio 1953 |
| 23          | Oldham Athletic     | 1-3       | Birmingham City         | 10 gennaio 1953 |
| 24          | Huddersfield Town   | 2-0       | Bristol Rovers          | 10 gennaio 1953 |
| 25          | Mansfield Town      | 0-1       | Nottingham Forest       | 10 gennaio 1953 |
| 26          | Halifax Town        | 3-1       | Cardiff City            | 10 gennaio 1953 |
| 27          | Newport County      | 1-4       | Sheffield United        | 10 gennaio 1953 |
| 28          | Arsenal             | 4-0       | Doncaster Rovers        | 10 gennaio 1953 |
| 29          | Walthamstow Avenue  | 2-1       | Stockport County        | 10 gennaio 1953 |
| 30          | Stoke City          | 2-1       | Wrexham                 | 10 gennaio 1953 |
| 31          | Rotherham United    | 2-2       | Colchester United       | 10 gennaio 1953 |
| ripetizione | Colchester United   | 0-2       | Rotherham United        | 15 gennaio 1953 |
| 32          | Gateshead           | 1-0       | Liverpool               | 10 gennaio 1953 |

## Quarto turno
| Nº          | Casa                 | Punteggio | Trasferta            | Data             |
| ----------- | -------------------- | --------- | -------------------- | ---------------- |
| 1           | Blackpool            | 1-0       | Huddersfield Town    | 31 gennaio 1953  |
| 2           | Burnley              | 2-0       | Sunderland           | 31 gennaio 1953  |
| 3           | Preston North End    | 2-2       | Tottenham Hotspur    | 31 gennaio 1953  |
| ripetizione | Tottenham Hotspur    | 1-0       | Preston North End    | 4 febbraio 1953  |
| 4           | Aston Villa          | 0-0       | Brentford            | 31 gennaio 1953  |
| ripetizione | Brentford            | 1-2       | Aston Villa          | 4 febbraio 1953  |
| 5           | Bolton Wanderers     | 1-1       | Notts County         | 31 gennaio 1953  |
| ripetizione | Notts County         | 2-2       | Bolton Wanderers     | 5 febbraio 1953  |
| ripetizione | Bolton Wanderers     | 1-0       | Notts County         | 9 febbraio 1953  |
| 6           | Everton              | 4-1       | Nottingham Forest    | 31 gennaio 1953  |
| 7           | Shrewsbury Town      | 1-4       | Southampton          | 31 gennaio 1953  |
| 8           | Sheffield United     | 1-1       | Birmingham City      | 31 gennaio 1953  |
| ripetizione | Birmingham City      | 3-1       | Sheffield United     | 4 febbraio 1953  |
| 9           | Newcastle United     | 1-3       | Rotherham United     | 31 gennaio 1953  |
| 10          | Manchester City      | 1-1       | Luton Town           | 31 gennaio 1953  |
| ripetizione | Luton Town           | 5-1       | Manchester City      | 4 febbraio 1953  |
| 11          | Manchester United    | 1-1       | Walthamstow Avenue   | 31 gennaio 1953  |
| ripetizione | Walthamstow Avenue   | 2-5       | Manchester United    | 5 febbraio 1953  |
| 12          | Plymouth Argyle      | 1-0       | Barnsley             | 31 gennaio 1953  |
| 13          | Hull City            | 1-2       | Gateshead            | 31 gennaio 1953  |
| 14          | Chelsea              | 1-1       | West Bromwich Albion | 31 gennaio 1953  |
| ripetizione | West Bromwich Albion | 0-0       | Chelsea              | 4 febbraio 1953  |
| ripetizione | Chelsea              | 1-1       | West Bromwich Albion | 9 febbraio 1953  |
| ripetizione | West Bromwich Albion | 0-4       | Chelsea              | 11 febbraio 1953 |
| 15          | Halifax Town         | 1-0       | Stoke City           | 31 gennaio 1953  |
| 16          | Arsenal              | 6-2       | Bury                 | 31 gennaio 1953  |

## Quinto turno
| Nº          | Casa             | Punteggio | Trasferta         | Data             |
| ----------- | ---------------- | --------- | ----------------- | ---------------- |
| 1           | Blackpool        | 1-1       | Southampton       | 14 febbraio 1953 |
| ripetizione | Southampton      | 1-2       | Blackpool         | 18 febbraio 1953 |
| 2           | Burnley          | 0-2       | Arsenal           | 14 febbraio 1953 |
| 3           | Luton Town       | 0-1       | Bolton Wanderers  | 14 febbraio 1953 |
| 4           | Everton          | 2-1       | Manchester United | 14 febbraio 1953 |
| 5           | Plymouth Argyle  | 0-1       | Gateshead         | 14 febbraio 1953 |
| 6           | Chelsea          | 0-4       | Birmingham City   | 14 febbraio 1953 |
| 7           | Halifax Town     | 0-3       | Tottenham Hotspur | 14 febbraio 1953 |
| 8           | Rotherham United | 1-3       | Aston Villa       | 14 febbraio 1953 |

## Sesto turno
| Nº          | Casa              | Punteggio | Trasferta         | Data             |
| ----------- | ----------------- | --------- | ----------------- | ---------------- |
| 1           | Aston Villa       | 0-1       | Everton           | 28 febbraio 1953 |
| 2           | Arsenal           | 1-2       | Blackpool         | 28 febbraio 1953 |
| 3           | Gateshead         | 0-1       | Bolton Wanderers  | 28 febbraio 1953 |
| 4           | Birmingham City   | 1-1       | Tottenham Hotspur | 28 febbraio 1953 |
| ripetizione | Tottenham Hotspur | 2-2       | Birmingham City   | 4 marzo 1953     |
| ripetizione | Birmingham City   | 0-1       | Tottenham Hotspur | 9 marzo 1953     |

## Semifinali
| Birmingham 21 marzo 1953, ore 15:00 BST | Blackpool | 2 – 1 | Tottenham Hotspur | Villa Park |

| Manchester 21 marzo 1953, ore 15:00 BST | Bolton Wanderers | 4 – 3 | Everton | Maine Road |

## Finale
La finale, ribattezzata Matthews Final per i dribbling di Stanley Matthews negli ultimi trenta minuti di gara, venne disputata tra Blackpool e Bolton Wanderers a Wembley.
Il Blackpool vinse 4-3, con Stan Mortensen che mise a segno una tripletta, l'unica fino ad oggi ad essere mai stata realizzata in una finale di FA Cup.
| Arbitro: | B. M. Griffiths |

|                                  |           |                                            |
| Mortensen 35’ 68’ 89’ Perry, 92’ | Marcatori | 2’ Lofthouse 40’ Willie Moir 55’ Eric Bell |

| Blackpool | Bolton Wanderers |